# Nam Jung-hyun

Nam Jung-hyun  (Hangul: 남정현) es un escritor coreano que se ha enfrentado a menudo con el gobierno coreano.

## Biografía
Nam Jung-hyun nació el 13 de diciembre de 1933 en Seosan, provincia de Chungcheong del sur, Corea del Sur. Era el primer hijo en una familia de dos hijos y dos hijas. Creció enfermo y pensó en ser escritor al leer El conde de Montecristo cuando estaba en el hospital tratándose una tuberculosis. Se casó con Sun-nam en 1958 y debutó en la literatura con la publicación de "Zona de peligro". En 1961 tuvo problemas a causa de sus escritos con el gobierno surcoreano, como también cuando su relato "Tierra de excrementos" (분지) se publicó también en Corea del Norte. Continuó escribiendo obras antigubernamentales y fue a la cárcel en dos ocasiones más.

## Obra
Utilizando técnicas literarias como la hipérbole, la ironía, la alegoría y la sátira para representar los valores invertidos del hombre y la sociedad moderna en la que vive, Nam Jung-hyun ha realizado fuertes diatribas contra el régimen político opresivo y la sociedad corrupta. En "La tierra de excrementos" (Bunji, 1965), por ejemplo, describe la Corea del Sur de la posguerra como una tierra infestada de abusos de poder por una parte y de imperialismo estadounidense por otra. Fue una áspera crítica de la situación de Corea del Sur en los setenta, que sería más tarde reimpresa en la publicación norcoreana Frente de la unificación (Tongil jeonseon). Por esta razón, las autoridades surcoreanas acusaron a Nam Jung-hyun de haber violado la Ley anticomunista y lo condenaron a prisión. Se lo liberó en 1967, pero fue encarcelado de nuevo en 1974 acusado de violar el Decreto Presidencial de Emergencia n.º 1. Son precisamente esos abusos de poder y las injusticias resultantes de las que él mismo fue víctima las que denuncia en sus obras de ficción. Su voz crítica alcanza las máximas cuotas en "Una carta a mi padre" (Buju jeonsangseo). Pero su crítica de todas las injusticias generalizadas, aunque es feroz, puede dejar vacío al lector, pues su obra solo apunta al fenómeno superficial y falla en el reflejo de lo que puede haber detrás.

## Obras en coreano (Lista parcial)
Relatos cortos
- “Una carta a mi padre” (Buju jeonsangseo)
- “Zona de peligro” (Gyeonggo guyeok)
- “Un cadáver de imitación” (Moui siche)
- “¿Qué eres?” (Neoneun mwonya)
- “Un epílogo a la revolución” (Hyeongmyeong hugi)
- “Señor Heoheo” (Heoheo seonsaeng)
- “Tierra de excrementos” (Bunji, 1965

Novelas
- El sonido del amor (Saranghaneun sori).

## Premios
- Premio reserva Dong-in de literatura